# Speedloader

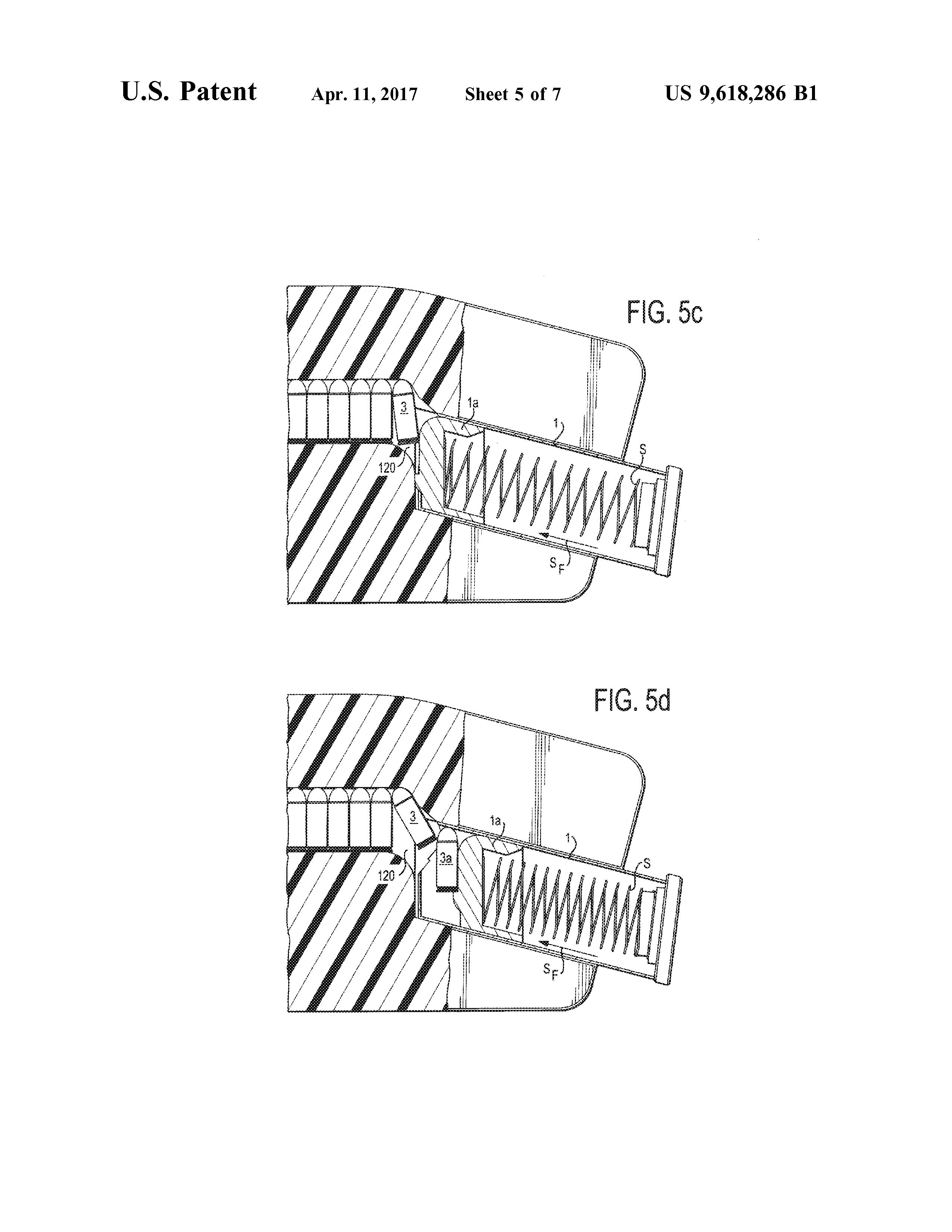
Imagem da patente 9,618,286 para um carregador de revista de pistola. Esse projeto gira automaticamente os cartuchos, permitindo que eles entrem na pistola e nos revistas de alimentação central. É mostrado um 9x19mm entrando em um carregador Glock 17

Speedloader é um tipo de carrregador para revólveres, é de metal (geralmente alumínio) é menos volumoso e seu funcionamento se dá através do encaixe do dispositivo no tambor da arma seguido de um giro (o equipamento não possui mola). Já o jetloader funciona com o mesmo princípio, porém é de polímero, é maior e funciona com uma mola que ejeta as munições para dentro do tambor.
Um speedloader, também chamado de jetloader, é um tipo de carregador específico para revólveres. É característico por manter as munições dispostas no carregador, já em posição de entrada no tambor, para serem trocadas todas de uma vez, através de um movimento efetuado com os dedos. Neste processo, a troca das munições se dá com muito mais rapidez do que quando feita manualmente, uma por uma.

## Speedloaders de revólver

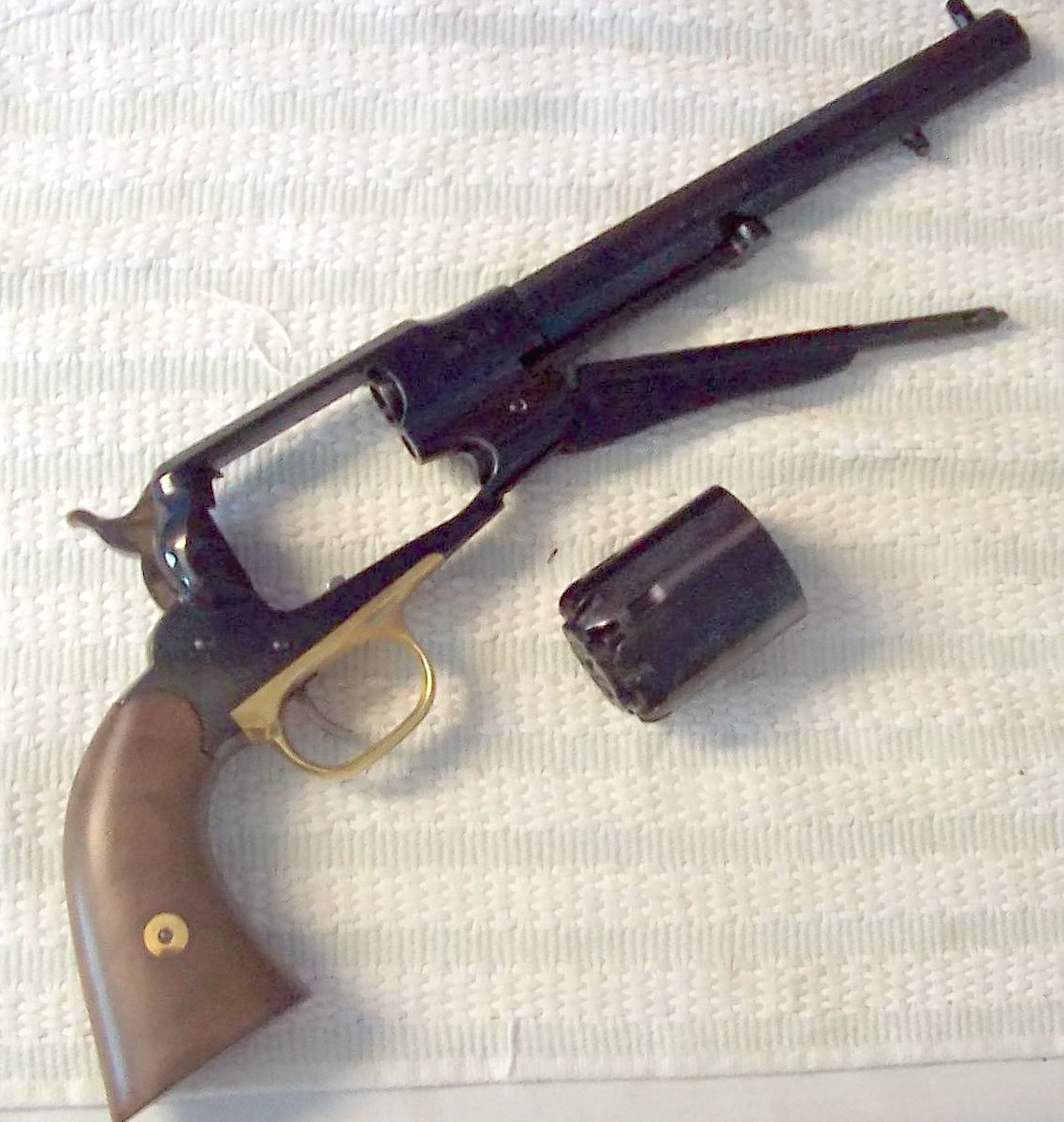
Uma replica do revólver 1858 New Model Army de espoleta. O cilindro foi removido da armação.

Os speedloaders circulares modernos de revólver possuem um cilindro cheio de cartuchos fixos de forma segura, espaçados numa configuração circular de modo a permitir que os cartuchos caiam fácil e simultaneamente dentro do cilindro. É fornecido um mecanismo que permite que os cartuchos sejam liberados do speedloader quando carregados, de modo que quando é removido, os cartuchos permanecem no cilindro. O tipo mais comum de speedloader usa uma trava rotativa; outro tipo desliza os cartuchos por um lado aberto; e um terceiro tipo tem uma trava que libera os cartuchos quando pressionada.
Os speedloaders de revólver tornam o processo de recarregar um revólver muito mais rápido do que ao recarregar um cartucho de cada vez. Os revólveres de abertura lateral e de abrir por cima são projetados para ejetar todos os cartuchos com um movimento, e os speedloaders permitem o carregamento com apenas um passo adicional. Speedloaders também fornecem uma maneira conveniente de transportar munição para um revólver. Enquanto os carregadores de velocidade não permitem que os revólveres sejam recarregados tão rapidamente quanto uma arma semiautomática (pelo menos, não sem muito mais prática), eles fecham a diferença de velocidade de recarga.
Antes da introdução de carregadores rápidos para revólveres, a recarga de revólveres era tipicamente realizada carregando manualmente cada cartucho em cada câmara a partir de bolsas de despejo, bolsas de cartucho e outros suportes de cartucho.
Antes da introdução dos cartuchos, cerca de 1861–1873, antigos revólveres de espoleta ou de pólvora negra muitas vezes foram utilizados com múltiplos cilindros substituíveis como speedloaders.[carece de fontes?] Como o processo de recarga de um revólver desses era bastante longo e demorado, transportar cilindros já carregados com tampas de percussão colocadas nos bicos de cilindro economziavam um tempo considerável ao recarregar um revólver. Esta prática foi principalmente adotada com revólveres Remington, como seus cilindros eram facilmente removíveis e eram mantidos por um pino de cilindro, ao contrário dos primeiros revólveres Colt, que eram mantidos juntos por uma cunha que atravessava o pino do cilindro.Esta pode ser puramente uma prática reenactor, não histórica. Não há registros de vendas de "cilindros sobressalentes" nos registros da Colt ou da Remington.[carece de fontes?]

### Tiras de velocidade
Outra variação do speedloader para revólveres é a Speed Strip introduzida pela Bianchi International. Projetadas como uma alternativa à cartuchos soltos em um bolso ou uma bolsa de despejo, uma speed strip prende seis cartuchos ema tira de plástico neopreno reutilizável. A tira opera colocando os cartuchos um ou dois de cada vez nas suas respectivas câmaras, e "quebrando" os círculos da tira para dentro da câmara.

## Galeria

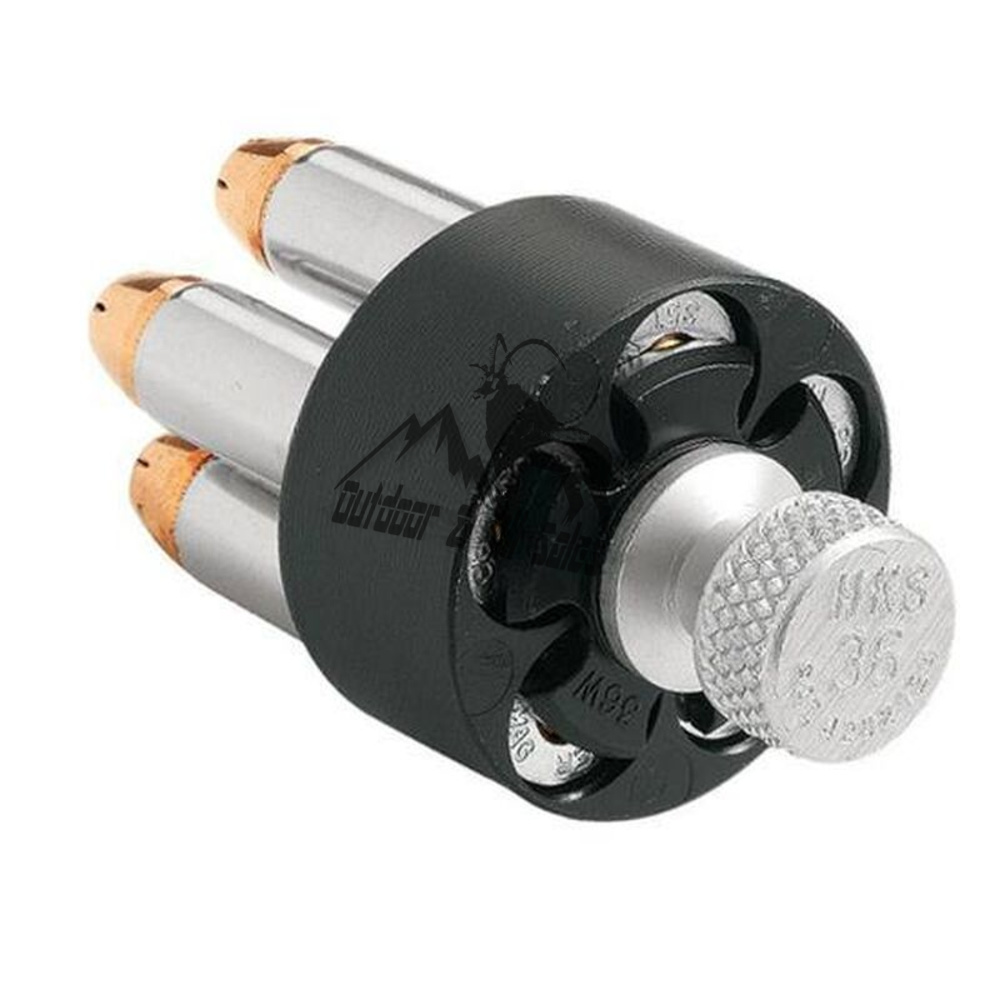
Exemplo de modelo de speed loader HKS para revólver
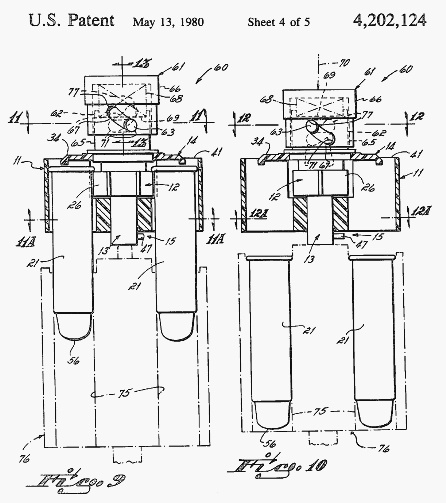
Imagem da patente 4.202.124, cobrindo um projeto de carregador de velocidade de revólver que liberta automaticamente os cartuchos quando são colocados no cilindro do revólver.
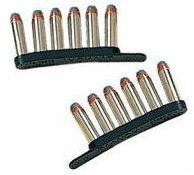
Bianchi Speed Strips, usado para carregar rapidamente um revólver duas câmaras de cada vez.
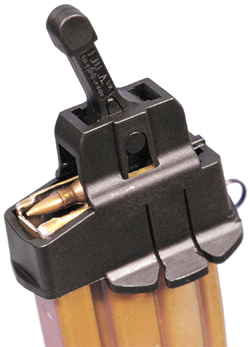
M-16 / AR-15 LULA carregador carregado e descarregador.
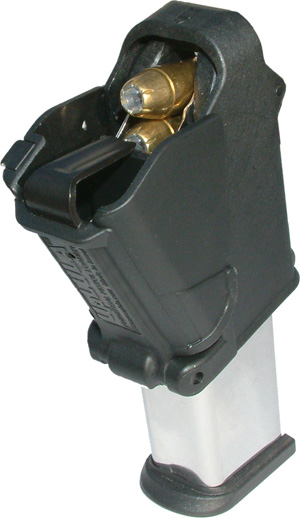
UpLULA carregador universal do compartimento da pistola.
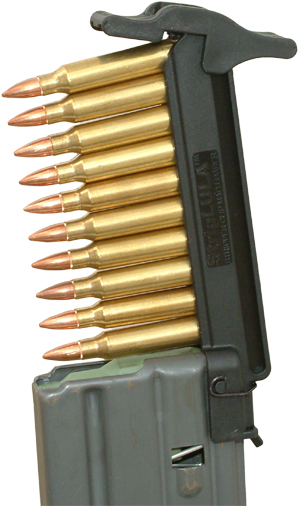
M-16 / AR-15 StripLULA carregador carregado e descarregador.
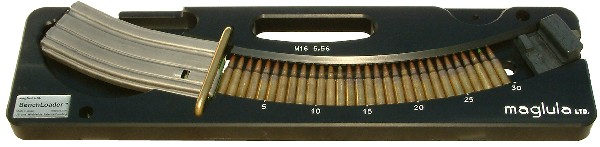
BenchLoader carregador pesado do compartimento.